# (6967) 1991 VJ3
1991 في جاي 3 (ويعرف أيضًا باسم (6967) 1991 في جاي 3 وفق تسمية الكوكب الصغير) (بالإنجليزية: 1991 VJ3)‏ هو كويكب ضمن حزام الكويكبات؛ وترتيبه 6967 من حيث الاكتشاف.
اكتُشف هذا الجُرم الفلكي بواسطة تاكيشي أوراتا ‏ في 11 نوفمبر 1991.

## وصلات خارجية
- (6967) 1991 VJ3 في قاعدة بيانات مختبر الدفع النفاث لأجرام النظام الشمسي الصغيرة

- الاكتشاف · مخطط المدار ·  العناصر المدارية · المعلمات المادية

- (6967) 1991 VJ3 على موقع ويكي سكاي: DSS2, SDSS, GALEX, IRAS, Hydrogen α, X-Ray, Astrophoto, Sky Map, Articles and images